# Macrodiplax cora
Macrodiplax cora is een libellensoort uit de familie van de korenbouten (Libellulidae), onderorde echte libellen (Anisoptera).
De soort staat op de Rode Lijst van de IUCN als niet bedreigd, beoordelingsjaar 2010.
De wetenschappelijke naam Macrodiplax cora is voor het eerst geldig gepubliceerd in 1867 door Kaup in Brauer.